# PowerPC G4

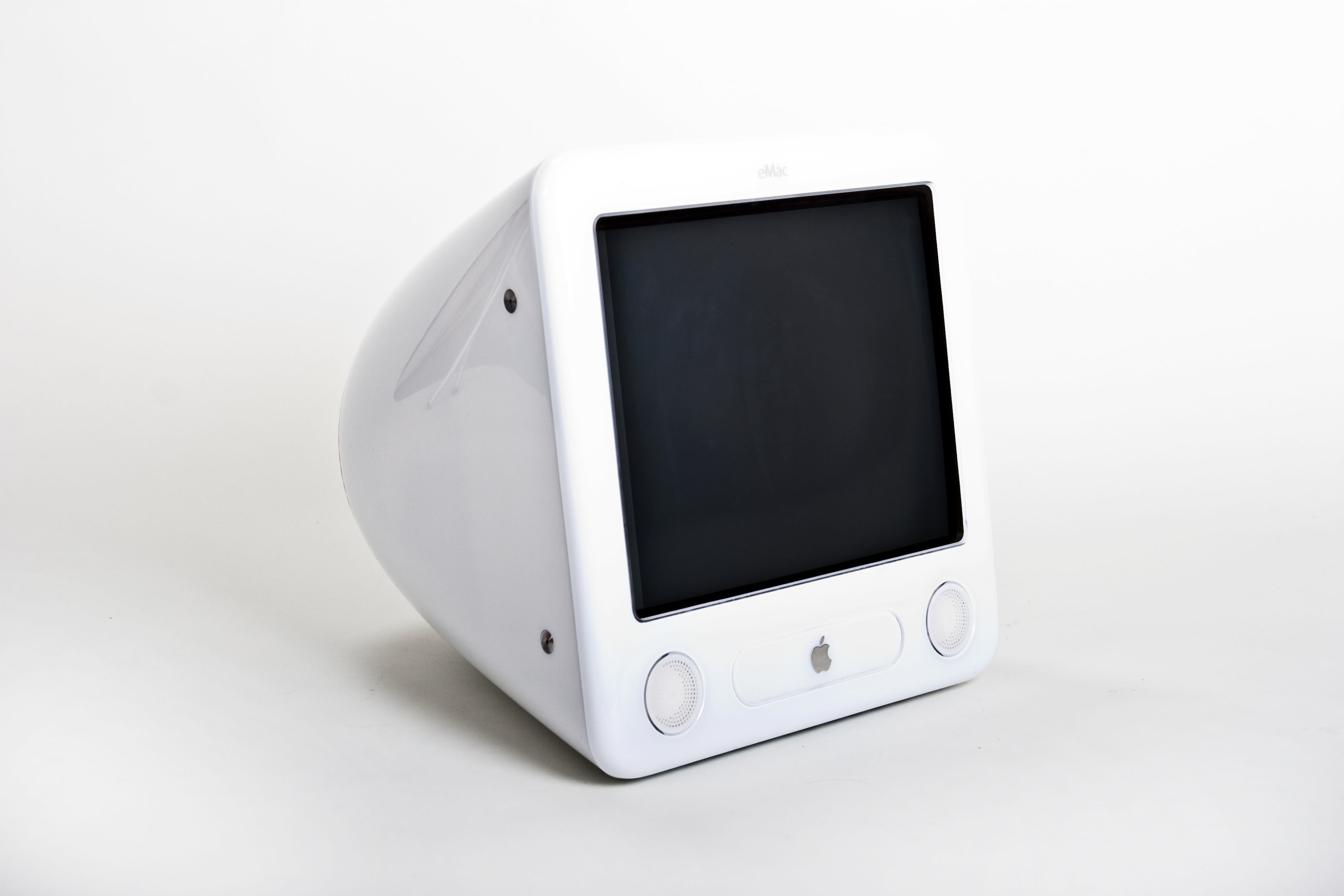
Компьютер eMac

PowerPC G4 — обозначение, используемое в Apple Computer для описания четвертого поколения 32-битных микропроцессоров PowerPC. Применяется к различным (хотя и тесно связанным) моделям процессора Freescale, бывшего частью Motorola.
Компьютеры Macintosh, такие как ноутбуки PowerBook G4 и iBook G4, а также персональные компьютеры Power Mac G4 и Power Mac G4 Cube взяли своё название от процессора. PowerPC G4 был также использован в eMac, первом поколении Xserve, первом поколении Mac Mini, а также в iMac до введения PowerPC 970.
Компания Apple полностью прекратила серию G4 для настольных моделей после того, как в качестве основы для своей PowerPC G5 был выбран 64-разрядный процессор PowerPC 970 производства IBM . Последней моделью, использовавшей G4, был Mac Mini, который теперь поставляется с процессором Apple M1. PowerBook G4 был заменен на MacBook Pro на основе Intel.
Процессоры PowerPC G4 также популярны и в других компьютерных системах, таких как Amiga, Pegasos или Genesi. Помимо настольных компьютеров, PowerPC G4 популярен во встраиваемых средах, таких как маршрутизаторы, телекоммуникационные коммутаторы, изображения, медиа-обработка, авионика, а также применяется в войсках, где пользуются возможностями AltiVec и SMP.

## PowerPC 7400
PowerPC 7400 (кодовое название «Max») дебютировал в августе 1999 года и стал первым процессором, получившим обозначение «G4». Чип работает на частотах от 350 до 500 МГц и содержит 10,5 миллионов транзисторов, изготовленных по 0,20 мкм техпроцессу HiPerMOS6 компании Motorola. Площадь кристалла составляет 83 мм², а межсоединения выполнены из меди.
Motorola обещала Apple поставлять процессоры с частотой до 500 МГц, но изначально производительность оказалась слишком низкой. Это вынудило Apple отозвать рекламируемые модели Power Mac G4 с частотой 500 МГц. Серия Power Mac была резко понижена с 400, 450 и 500 МГц до 350, 400 и 450 МГц, пока проблемы с чипом устранялись. Этот инцидент вызвал разлад в отношениях Apple и Motorola, и, как сообщается, заставил Apple обратиться к IBM за помощью, чтобы увеличить объёмы производства на линии Motorola 7400. Модель с частотой 500 МГц была вновь представлена 16 февраля 2000 года.
Большая часть дизайна 7400 была выполнена компанией Motorola в тесном сотрудничестве с Apple и IBM. IBM, третий член альянса AIM, разработала чип вместе с Motorola в своем центре проектирования в Сомерсете, но решила не производить его, поскольку в то время не видела необходимости в блоке векторной обработки. В конечном счете, дизайн архитектуры G4 содержал 128-битный блок векторной обработки, обозначенный компанией Motorola как AltiVec, в то время как маркетинг Apple называл его «Velocity Engine».
PowerPC 970 (G5) стал первым процессором производства IBM, в котором были реализованы VMX/AltiVec, для чего IBM повторно использовала старый дизайн 7400, который остался у них после совместной работы с Motorola в Сомерсете. Процессор Xenon в Xbox 360 также использует VMX, с дополнительными фирменными расширениями, сделанными специально для Microsoft. POWER6, представленный в 2007 году, является первым «большим железным» процессором IBM, в котором также реализован VMX.
Благодаря блоку AltiVec микропроцессор 7400 может выполнять за один цикл вычисления с плавающей запятой с одинарной точностью (32 бита) в четырёх направлениях, а также вычисления с целочисленными числами в 16, 8, 16 или 32 битах в четырёх направлениях. Кроме того, блок векторной обработки является суперскалярным и может выполнять две векторные операции одновременно. По сравнению с микропроцессорами Intel x86 того времени, эта особенность обеспечивала существенный прирост производительности приложений, разработанных для использования преимуществ блока AltiVec. В качестве примера можно привести Adobe Photoshop, использующий блок AltiVec для более быстрого рендеринга эффектов и переходов, и пакет iLife от Apple, использующий этот блок для импорта и конвертации файлов на лету.
Кроме того, 7400 имеет расширенную поддержку симметричной многопроцессорной обработки (SMP) благодаря улучшенному протоколу когерентности кэша (MERSI) и 64-битному блоку с плавающей запятой (FPU), частично заимствованному у серии 604. Серия 603 имела 32-битный FPU, которому требовалось два такта для выполнения 64-битной арифметики с плавающей запятой.
Семейство PowerPC G4 поддерживает две технологии шин: старую шину 60x, которую оно разделяет с семействами PowerPC 600 и PowerPC 7xx, и более современную шину MPX. Устройства, использующие шину 60x, могут быть совместимы с процессорами 6xx или 7xx, что обеспечивает широкое разнообразие предложений и четкий и дешёвый путь модернизации при минимальном уровне проблем совместимости. Системные контроллеры для компьютеров 7xx и 7xx производят в основном две компании: Tundra со своими контроллерами Tsi1xx и Marvell со своими контроллерами Discovery.

## PowerPC 7410
PowerPC 7410 «Nitro» — это энергоэффективная версия 7400, но она была изготовлена по нормам 180 нм вместо 200 нм. Как и 7400, он имеет 10,5 миллионов транзисторов. Он дебютировал в PowerBook G4 9 января 2001 года.
Чип добавил возможность использовать всю или половину кэш-памяти в качестве высокоскоростной некэшируемой памяти, отображаемой на физическое адресное пространство процессора по желанию пользователя. Эта функция использовалась поставщиками встраиваемых систем, такими как Mercury Computer Systems.

## PowerPC 7450
PowerPC 7450 «Voyager»/«V’ger» был единственным крупным редизайном процессора G4. Чип с 33 миллионами транзисторов значительно расширил конвейер выполнения 7400 (7 против 4 этапов минимум) для достижения более высоких тактовых частот, улучшил пропускную способность инструкций (3 + ветвление vs. 2 + ветвление за цикл) для компенсации более высокой задержки инструкций, заменил внешний кэш L2 (до 2 МБ 2-way set associative, 64-bit data path) на интегрированный (256 КБ 8-way set associative, 256-bit data path), поддерживал внешний кэш L3 (до 2 МБ 8-way set associative, 64-bit data path) и имел много других архитектурных усовершенствований. Блок AltiVec был усовершенствован в 7450; вместо выполнения одной инструкции перестановки вектора и одной инструкции векторного АЛУ (simple int, complex int, float) за цикл, как в 7400/7410, 7450 и его последователи от Motorola/Freescale могут одновременно выполнять две произвольные векторные инструкции (permute, simple int, complex int, float). Он был представлен с обновленным Power Mac G4 9 января 2001 года. Motorola выпустила промежуточный релиз, 7451, под кодовым названием «Apollo 6», как и 7455. Ранние компьютеры AmigaOne XE поставлялись с процессором 7451.
Усовершенствования в конструкции 745x дали ему прозвища G4e или G4+, но они никогда не были официальными обозначениями.

## PowerPC 7445 и 7455
PowerPC 7455 «Apollo 6» был представлен в январе 2002 года. Он имел более широкий, 256-битный кэш-память на кристалле и был изготовлен по технологическому процессу HiPerMOS 0,18 мкм (180 нм) компании Motorola с медными межсоединениями и SOI. Это был первый процессор в компьютере Apple, преодолевший отметку в 1 ГГц. Модель 7445 — это тот же чип без интерфейса кэш-памяти L3. 7455 используется в AmigaOne XE G4 и двухъядерном Power Mac G4 с частотой 1 ГГц (Quicksilver 2002).

## PowerPC 7447 и 7457
PowerPC 7447 «Apollo 7» немного усовершенствован по сравнению с 7450/55, он имеет 512 КБ кэша L2 на кристалле и был изготовлен по 130 нм техпроцессу SOI, следовательно, потребляет меньше энергии. Он имеет 58 миллионов транзисторов. В модели 7447A, в которой появился встроенный тепловой диод, а также DFS (динамическое масштабирование частоты), компания Freescale смогла достичь немного более высоких тактовых частот. Модель 7457 имеет дополнительный интерфейс кэша L3, поддерживающий до 4 МБ кэша L3, по сравнению с 2 МБ, поддерживаемыми моделями 7455 и 7450. Однако масштабирование его частоты остановилось, когда Apple предпочла использовать 7447 вместо 7457, несмотря на то, что 7457 был преемником 7455 с кэшем L3, который Apple использовала ранее.
Единственными компаниями, которые предлагают 7457 в виде обновлений для Power Mac G4, iMac G4 и Power Mac G4 Cube, являются Giga Designs, Sonnet Technology, Daystar Technology (они используют 7457 только для обновлений iMac G4) и PowerLogix. Компьютерная платформа Pegasos от Genesi также использует 7447 в своих Pegasos-II/G4.
7457 часто используется для ремонта процессорного модуля AmigaOne XE; некоторые программы AmigaOS с установленным 7457 могут принять AmigaOne за компьютер Pegasos II, так как официальных плат 7457 компания Eyetech никогда не выпускала.

## PowerPC 7448
PowerPC 7448 «Apollo 8» является развитием PowerPC 7447A, анонсированного на первом технологическом форуме Freescale в июне 2005 года. Улучшениями стали более высокая тактовая частота (до 1,7 ГГц) официально и легко до 2,4 ГГц за счет разгона, более емкий кэш L2 объёмом 1 МБ, более быстрая передняя шина 200 МГц и более низкое энергопотребление (18 Вт при 1,7 ГГц). Он был изготовлен по 90 нм техпроцессу с медными межсоединениями и SOI.